# Gortanella
Gortanella is een geslacht van uitgestorven kreeftachtigen uit de klasse van de Ostracoda (mosselkreeftjes).

## Soorten
- Gortanella regina Ruggieri, 1966 †
- Gortanella rumjancevae Kotchetkova, 1992 †